# Stenygrocercus
Stenygrocercus (Simon, 1892) è un genere di ragni appartenente alla famiglia Euagridae.

## Distribuzione
Le sei specie oggi note sono state reperite in Nuova Caledonia; si tratta di un genere endemico dell'isola.

## Tassonomia
Rimosso dalla sinonimia con Cethegus Thorell, 1881, a seguito di uno studio dell'aracnologo Raven del 1981a; contra un lavoro della Main del 1960.
Gli ultimi esemplari di questo genere sono stati esaminati nel 1991, a opera dello stesso Raven.
Attualmente, a dicembre 2020, si compone di sei specie:
- Stenygrocercus alphoreus Raven, 1991 — Nuova Caledonia
- Stenygrocercus franzi Raven, 1991 — Nuova Caledonia
- Stenygrocercus kresta Raven, 1991 — Nuova Caledonia
- Stenygrocercus recineus Raven, 1991 — Nuova Caledonia
- Stenygrocercus silvicola (Simon, 1889)[2] — Nuova Caledonia
- Stenygrocercus simoni Raven, 1991 — Nuova Caledonia

### Specie trasferite
- Stenygrocercus annulatus Raven, 1981; trasferita al genere Caledothele Raven, 1991.
- Stenygrocercus australiensis Raven, 1984; trasferita al genere Caledothele Raven, 1991.
- Stenygrocercus broomi Hogg, 1901; trasferita al genere Cethegus Thorell, 1881.